# Hans Herlak
Hans Christian Herlak (Jelling, Vejle, Dinamarca Meridional, 4 d'agost de 1881 - Gentofte, Hovedstaden, 29 de gener de 1970) va ser un jugador d'hoquei sobre herba danès que va competir a començaments del segle xx.
El 1920 va prendre part en els Jocs Olímpics d'Anvers, on va guanyar la medalla de plata com a membre de l'equip danès en la competició d'hoquei sobre herba.